# Sigurung Gurung
Sigurung Gurung is een bestuurslaag in het regentschap Tapanuli Utara van de provincie Noord-Sumatra, Indonesië. Sigurung Gurung telt 614 inwoners (volkstelling 2010).